# مومبيلو دي تورينو
مومبيلو دي تورينو هي بلدية في مدينة تورينو الحضرية، في منطقة بيمنتة الإيطالية، وتقع على بعد حوالي 15 كيلومتر (9 ميل) شرق تورينو.
تقع مومبيلو دي تورينو على حدود البلديات التالية: مونكوكو تورينيزي، أرينيانو، موريوندو تورينيزي، و ريفا بريسو شييري .